# Toquí cap-ratllat
El toquí cap-ratllat o toquí de cap ratllat (Arremon torquatus) és un ocell de la família dels passerèl·lids (Passerellidae).

## Descripció
Mesura entre 15,5 i 17 cm, té el dors color verd oliva, llueix una màscara negra al cap que és ratllat i la gola blanca. Al nord del seu rang de distribució hi ha alguns individus que tenen una banda pectoral negra. És similar al toquí becfí (A. assimilis), però les celles són blanques (no grises) i també cal posar atenció al seu rang de distribució. El cant més comú és una sèrie fluctuant de tres a quatre xiulets aguts.

## Hàbitat i distribució
Habita al bosc i vegetació secundària del nord-oest de l'Argentina, Bolívia i Perú meridional.
Depenent de la zona, és o poc o prou comú a les vores de boscos semi o molt humits del vessant est dels Andes i peu de muntanya dels Andes sud; a La Paz i Cochabamba oest no per sota dels 1200 m i a Cochabamba est, Santa Cruz, Chuquisaca i Tarija no per damunt dels 2600 m; en regions més seques principalment en “quebradas” i fons de valls a prop de l'aigua.

## Comportament
Es mou en solitari o en parelles, sovint associat al toquí becgroc (A. flavirostris) als llocs on coexisteixen. Principalment s'alimenta a terra entre la fullaraca, ocasionalment en la vegetació baixa, movent-se lentament. És fàcilment passat per alt quan no canta.

## Taxonomia
Es reconeixen tres subespècies:
- A. t. torquatus (d'Orbigny & Lafresnaye, 1837) localitzat a l'oest de Bolívia.
- A. t. fimbriatus (Chapman, 1923) centre de Bolívia.
- A. t. borellii (Salvadori, 1897) sud de Bolívia i nord-oest d'Argentina.

Els límits de l'espècie A. torquatus han estat controvertits al llarg dels anys, tal com han revisat Remsen i Graves (1995) i més recentment Cadena i Cuervo (2010). El complex consta de 14 formes, que eren tractades com a subespècies, que van des de Costa Rica fins a l'Argentina; 12 d'aquests es produeixen a l'àrea de cobertura SACC (13 si es compta la forma A. a. tacarcunae de l'est de Panamà). La dificultat per establir límits d'espècies en el grup malgrat l'existència d'una marcada variació geogràfica ha estat, com és habitual per a molts grups, la distribució al·lopàtrica de gairebé totes aquestes formes. Així doncs, tot i que la següent classificació està força lluny de ser perfecta, es va considerar que era molt millor que no la original, tenint en compte que actualment es tenen proves molt sòlides de l'estat de les espècies de dues (i potser quatre) de les formes.
Les vuit espècies proposades, set de les quals es troben a Amèrica del Sud serien:
1. Arremon torquatus costaricensis ⇒ A. costaricensis
2. A. t. atricapillus ⇒ A. atricapillus (inclou atricapillus i tacarcunae).
3. A. t. basilicus ⇒ A. basilicus
4. A. t. perijanus ⇒ A. perijanus
5. A. t. assimilis ⇒ A. assimilis (inclou larensis, assimilis, nigrifrons i poliophrys).
6. A. t. torquatus ⇒ A. torquatus (inclou torquatus, fimbriatus i borelli).
7. A. t. phaeopleurus ⇒ A. phaeopleurus
8. A. t. phygas ⇒ A. phygas